# Наводнение по Хуанхъ
Наводнението по Хуанхъ през юни 1938 година е наводнение, умишлено предизвикано от правителството на Република Китай по време на Втората китайско-японска война.
Опитвайки се да спрат бързото настъпление на Япония в първите месеци на войната, китайците отварят дигите на река Хуанхъ при град Джънджоу, наводнявайки обширна територия от над 50 000 квадратни километра в Хънан, Анхуей и Дзянсу. Наводнението довежда до около 500 хиляди жертви и 3 милиона бежанци и унищожаването на голяма част от инфраструктурата в засегнатата област. То забавя за известно време японското настъпление, а наводнените територии за дълго остават извън твърдия контрол на японците и се превръщат в средище на партизанска война. Дигите на Хуанхъ са възстановени след края на войната.